# Adab (gesto)
L'Adab (in Hindustani: آداب (Nastaleeq , आदाब (Devanagari); in Bengalese: আদাব)), che significa rispetto e cortesia, è un gesto della mano usato dai musulmani residente nel sud-est asiatico, ma anche da molti indù, mentre ci si salutano l'un l'altro. È associato alla cultura indo-persiana. La parola deriva da Urdu, attraverso la parola araba Aadaab, che significa etichetta.

## Descrizione
Il gesto è nato in India come sostituto alternativo multilingue e multi religioso al saluto islamico As-salamu alaykum.
L'uso del Adab è particolarmente popolare nella città indiana di Hyderabad, dove il pluralismo religioso è stato storicamente enfatizzato." Elementi fondamentalisti nella società si oppongono all'uso di "Adab" in una società interamente musulmana.
Il gesto si effettua sollevando la mano destra verso il viso con il palmo rivolto verso il corpo in modo tale che la mano sia quasi davanti agli occhi e le punte delle dita quasi al contatto con la fronte, mentre contemporaneamente si piega leggermente la parte superiore del busto. È tipico per la persona che effettua questo gesto accompagnarla con la frase "adab arz hai" (Nastaleeq: آداب عرض ہے, Devanagari: आदाब अर्ज़ है), che significa "Ti offro i miei rispetti". Spesso si risponde con lo stesso gesto o con la parola "Tasleem".